# Paul Petersén
Paul Bernhard Petersén, född 1 november 1900 i Lidköping, död 16 december 1967 i Västerbodarna i Alingsås kommun, var en svensk målare. 
Han var son till målarmästaren Johan Bernhard Petersén och Emma Luise Forsman och från 1926 gift med Anna Maria Victoria Catarina Sellner och far till Käte Petersén. Han studerade vid Slöjdföreningens skola i Göteborg 1929-1932 och en kortare tid vid Otte Skölds målarskola och Grünewalds målarskola i Stockholm samt för Othon Friesz i Paris. Han debuterade med en separatutställning på Lorensbergs konstsalong i Göteborg 1946 som han följde upp med en separatutställning på Färg och Form i Stockholm 1948 därefter följde en rad utställningar i flera svenska landsortsstäder. Tillsammans med Bengt Blomquist ställde han ut i Malmö och tillsammans med Uno Vallman i Borås. Han medverkade i Nationalmuseums utställning Unga tecknare och i Decemberutställningarna på Göteborgs konsthall. Bland hans offentliga arbeten märks en altartavla för Ödenäs kyrka. Hans konst består av stilleben, figurer och landskap. Petersén är representerad vid Vänermuseet i Lidköping.